# Ошерслебен (трасса)

схема трассы (до 2007 г.)

Мотоспорт Арена Ошерслебен (нем. Motorsport Arena Oschersleben), ранее Мотопарк Арена Ошерслебен — автодром национального уровня, расположенный в Северной Германии, близ Магдебурга.
Построенный в 1997 г. он стал третьим постоянно действующим автодромом Германии, после Хоккенхаймринга и Нюрбургринга. Позже в этот список добавились Лаузитцринг и перестроенный Заксенринг.
Длина трассы составляет 3696 м, ширина полотна невелика и обгонять достаточно сложно, особенно после перестройки первого поворота в 2007 г. В 2007 г. был изменён первый поворот Hotel (названный из-за близкорасположенного отеля автодрома, в котором останавливаются гонщики), так что гонщики теперь должны заходить в него под углом 90°, это должно было замедлить гонщиков, но одновременно затруднило обгоны, из-за того, что поворот стал очень тесным. Характерным отличием трассы является почти полное отсутствие трибун — трасса расположена меж холмов, на склонах которых и размещаются зрители. Такое решение было принято в угоду снижению уровня шума. Трасса считается великолепным учебным автодромом и часто используется для тестов.
Постоянно на трассу приезжает ДТМ, также бывают WTCC и FIA GT1, различные мотосерии, включая Мировой Супербайк и чемпионат мира по мотогонкам на выносливость.